# Nanina de Médici
Lucrécia de Médici ou ainda Lucrécia de Pedro de Médici, mais conhecida como Nanina (Florença, 14 de fevereiro de 1448 – Florença, 14 de maio de 1493) foi uma nobre italiana da Casa dos Médici de banqueiros e mecenas. Em 1466, casou-se com Bernardo Rucellai numa cerimônia opulenta e farta. Ela aparece em alguns retratos de família, e em um de cunho religioso.

## Família
Nanina, assim chamada em homenagem à bisavó paterna, Picarda Bueri, foi a segunda filha de Pedro de Cosme de Médici e de Lucrécia Tornabuoni. Seu nome de nascimento foi dado em homenagem à mãe.
Os seus avós paternos foram Cosme de Médici, filho de João de Bicci de Médici e de Picarda Bueri, e Contessina de Bardi. O seu avô materno foi Francisco de Simone Tornabuoni, e a mãe de Contessina pode ter sido a segunda esposa de Francisco, Mariana Guicciardini, conhecida como Nana, ou a terceira, Francisca Pitti.
Ela teve quatro irmãos: Maria, esposa de Leoneto Rossi; Bianca, música e organista, foi esposa de Guilherme Pazzi; Lourenço, conhecido como "o Magínifico", senhor de Florença, e marido de Clarice Orsini, e Juliano, pai do futuro Papa Clemente VII, foi assassinado na Conspiração dos Pazzi.

## Biografia
Em novembro de 1461, Nanina ficou noiva de Bernardo Rucellai, cuja família também era originiária de Florença, que se tornaria um escritor e humanista. Os dois tinham 13 anos. Ele era o filho mais novo do escritor e comerciante João de Paulo Rucellai e de Jacopa Strozzi. O dote da noiva era de 2.500 florins.
Eles se casaram cinco anos depois, em 8 de junho de 1466. As festividades do casamento duraram três dias, e aconteceram na praça na frente do recém construído Palácio Rucellai, e contou com 500 convidados. Para acomodar todos os convidados, inclusive os curiosos que não faziam parte da festa, foi construído um enorme palco triangular na frente da residência, que se estendia por aproximadamente 278 m² desde a fachada do Palácio, passando pela rua Via della Vigna Nuova até a extremidade da lógia Rucellai. A plataforma estava suspensa a quase um metro do chão, e era coroada por um toldo de tecido azul brilhante. Decorado com guirlandas de rosas, tapeçerias, e os brasões de armas entrelaçados da famílias Médici e Rucellai, o pavilhão, "o mais lindo e sofisticado jamais criado para um banquete de casamento", estava repleto de "decorações muito belas", segundo o anfitrião, "muito abundante."
Segundo os cálculos de Rucellai, ele gastou 6.638 florins na cerimônia. Do sábado de manhã até terça à noite, 50 cozinheiros prepararam almoço e jantar numa cozinha provisória armada atrás do palácio, na praça da Igreja de San Pancrazio, e na rua que conectava as duas, Via dei Palchetti. Não foram poupadas despesas para as provisões, as quais incluíam 2.800 pães e 4.000 wafers, 1.500 ovos, 2.496 frangos e pequenas aves, além de cerca de 700 patos; frutos do mar de água salgada e peixes de escamas prateadas do Rio Arno; banha de porco, linguiça e língua; muçarela de búfala; cestas cheias de doces, tortinhas e romãs, e também 120 barris de vinho, tantos locais quanto gregos. A comida era empilhada em bandejas de prata e ouro, carregadas por servos vestidos de uniforme combinando.
A ambientação dramática e a opulência pura do casamento são vistas num painel do século XV que representa o casamento da rainha bíblica Éster, que é transportado para a Florença da época. A pintura mostra o rei Assuero e sua comitiva atravessando a praça em direção a uma lógia, exuberantemente equipada para um banquete nupcial; convidados cobertos de brocados de ouro se misturam perfeitamente com a tapeçaria dourada pendurada atrás deles, enquanto que a noiva e o noivo se casam na frente.
Além da ostentação da cerimônia em si, a noiva também se viu cercada pelo luxo das roupas que faziam parte do dote. O dote de alta categoria de Nanina incluía vestidos de seda de todas as cores bordados com linha dourada, toucas de cabelo decoradas com diamantes, pantufas de veludo e meias de renda com pérolas, luvas de seda e pentes de marfim, além de três pequenas facas, um prego e um garfo. Para não ser superado em termos de luxo pelos Médici, o contradote dado por João de Paulo Rucellai, o pai do noivo, foi igualmente esplêndido: vestido de veludo com mangas forradas com pelo, enfeites de cabelo, broches de ombreira e colares repletos de diamantes, rubis e pérolas.
Além de ser um grande negócio na Florença do século XV, os casamentos da época também serviam como uma retórica de consumo, de gula. Uma carta de 1465 entre Alessandra Macinghi e seu filho, Filipe Strozzi, por exemplo, descreve as várias garotas que ela tinha considerado para ele "porque se você quer uma refeição gourmet, você precisa pedir com antecedência". Quando escolheu uma, descreveu a mesma como "ela tem boa carne, com vários tipos de sabores". Segundo a contabilidade de João de Paulo Rucellai, um bom casamento não era barato e nem discreto. O chanceler florentino, Leonardo Bruni, falando sobre o casamento, reclamou, "é inacreditável o quanto se gastam nesses casamentos de hoje", e ainda disse, "os hábitos se tornaram tão nojentos."

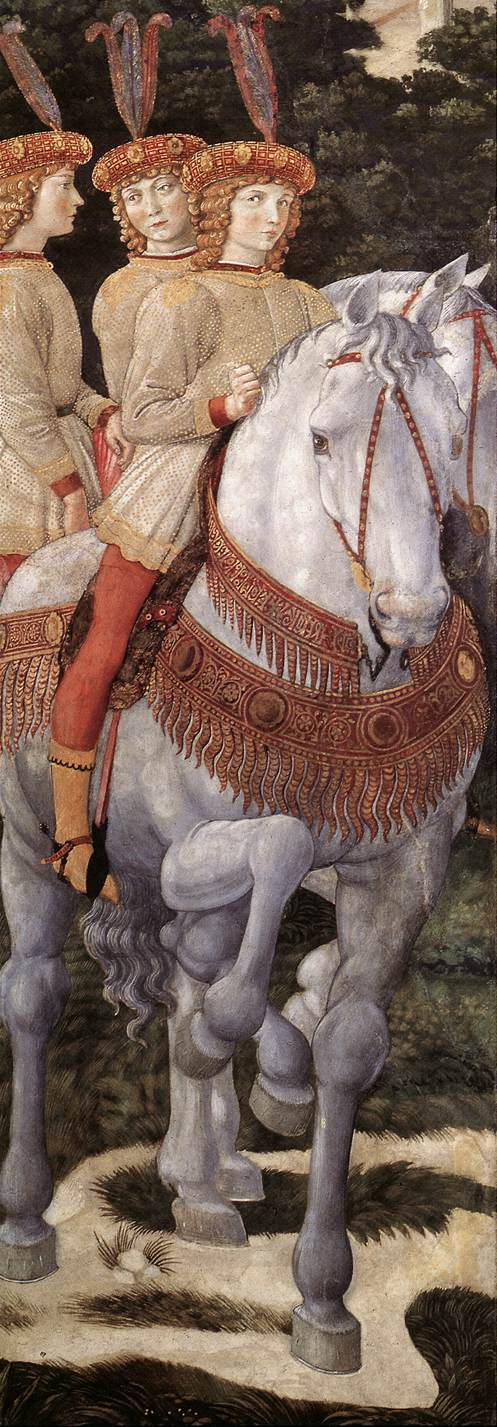
Nanina, Maria e Bianca numa pintura de Benozzo Gozzoli, localizada na Capela Magi.

O casal morou na vila da família Rucellai em Quaracchi, durante os primeiro oito anos de casamento. Nanina gostava tanto da propriedade, que foi apelidada de "La Quaracchina". Localizada ao norte de Florença, a residência servia de refúgio das normas rígidas da cidade. A vila chamada de Lo Specchio ou "O Espelho" era uma corte despreocupada com poucas regras.
Eles tiveram cinco filhos, quatro meninos e uma menina.
Em 1471, o poeta Luigi Pulci, que era patrocinado pelos Médici, escreveu uma frottola, uma canção popular para Nanina, no qual ele elenca todos os cosmésticos e curas exigidos pela elite florentina para uma festa no campo.
Em 12 de julho de 1479, no vale de Casentino, Nanina escreveu um carta para a mãe na qual reclama, com amargura, sobre o mau tratamento do marido para com o tutor do filho. Zangada por não poder fazer nada sobre isso, ela escreve:
"Quem deseja fazer as coisas do seu jeito, deve assegurar-se de que não nascerá mulher."
Quando a carta foi escrita, a única sobrevivente cuja autora é Nanina, havia um surto da peste bubônica na região.
Nanina e o marido compraram alguns terrenos e os transformaram nos Jardins Oricellari (Orti Oricellari), local que ficou conhecido pelos encontros da Academia de Platão que ali aconteciam.
Nanina faleceu em 14 de maio de 1493, aos 45 anos de idade, e foi enterrada no Sepulcro Rucellai dentro da Capela Rucellai localizada na Igreja de São Pancrazio, em Florença. 

## Retratos
Nanina aparece em uma pintura na qual ela e o marido embarcam numa viagem de lua de mel, quando têm 18 anos de idade. Bernardo aparece semi-nu no mastro da embarcação, enquanto que Nanina está sentada com uma roupa ornamentada no leme. A imagem, que vai contra as convenções da época em que a mulher apareceria despida, possui uma inscrição que alude ao espírito livre do casal: "Eu deixo que a Fortuna leve-me aonde ela quiser, com a esperança de que ao final terei boa sorte."
É possível que ela esteja presente em duas pinturas: na "Madona do Magnificat" de Sandro Botticelli, onde é representada como o anjo à direita que segura a coroa da Virgem Maria, e também como uma cavaleira ao lado de irmãs, Maria e Bianca, em retrato localizado na Capela Magi, no Palazzo Medici Riccardi.
Além destes, a nobre também está retratada ao lado da mãe, Lucrécia Tornabuoni, da cunhada, Clarice Orsini, da irmã, Bianca, e da nobre milanesa Hipólita Maria Sforza, uma amiga da família.

## Descendência
- Cosme Rucellai (1 de junho de 1468 - 15 de fevereiro de 1497), foi marido de Joana Malaspina, com quem teve um filho, Bernardo, também conhecido como Cosme;
- Pala Rucellai (1 de julho de 1473 - 4 de abril de 1543), estudioso e fiel defensor dos Médici;
- Pedro Rucellai (19 de agosto de 1474 - 8 de agosto de 1511);
- João de Bernardo Rucellai (20 de outubro de 1475 - 3 de abril de 1525), foi um poeta, humanista e dramaturgo. Ele é mais lembrado pelo seu poema Le Api (As Abelhas), um dos primeiros poemas escrito em verso branco a obter um grande sucesso. Não se casou e nem teve filhos;
- Lucrécia Rucellai (m. 1527), sofria de deformidades. Foi casada com Lourenço de Filipe Strozzi.